# 충무호
충무호(忠武號)는 1971년부터 1974년까지 서울-진주 간을 운행하던 특급 열차의 이름이다.

## 역사
- 1971년 3월 15일 : 운행 개시[1]
- 1974년 8월 15일 : 협동호로 통합되며 폐지[2]